# 堀洋八郎
堀 洋八郎（ほり ようはちろう、1942年9月 -  ）は、次世紀ファーム研究所代表、眞光元神社（まこもじんじゃ）の神官を務める。

## 経歴
- 1942年 - 神戸市に生まれる。
- 1965年 - 中央大学経済学部卒、塗料販売メーカーに就職。
- 1977年 - 「神道眞光元会」設立。
- 1990年 - 健康補助食品「タイファ」（旧真光元・しんこうげん）が完成。
- 1996年 - 「神道眞光元会」から「眞光元神社」（まこもじんじゃ）へ名称変更。
- 2003年 - 「次世紀ファーム研究所」を開所。